# Psychologie clinique (revue)
 (octobre 2020).
Psychologie clinique est une revue scientifique française à comité de lecture traitant de psychologie clinique.

## Historique
Le bulletin du Laboratoire de psychologie clinique et sociale de l'université Paris VII est publié sous l'intitulé  Psychologie clinique de la fin des années 1970 à 1988. Une revue, présidée par Claude Revault d'Allonnes est ensuite publiée par Klincksieck de 1989 à 1991, dont Alain Giami et Monique Plaza sont les rédacteurs en chef. La revue paraît de façon irrégulière de 1991 à 1994, puis reprend, éditée par L'Harmattan de 1994 à 2008, puis après cette date, par les éditions EDK.
Les thèmes traités au fil des années concernent notamment l'exil, la précarité, l'anthropologie clinique ou encore la psychose.